# 瓦塔盧拉鎮區 (阿肯色州富蘭克林縣)
瓦塔盧拉鎮區（英語：Watalula Township）是位於美國阿肯色州富蘭克林縣的一個行政鎮區。

## 地方資料
瓦塔盧拉鎮區的面積為46.91平方千米，當中陸地面積為46.91平方千米，而水域面積為0.00平方千米。根據2010年美國人口普查的數據，當地共有人口591人，而人口密度為每平方千米12.6人。